# Champions (Rollenspiel)
Champions ist ein Pen-&-Paper-Rollenspiel im Superhelden-Genre, das ursprünglich 1981 von Hero Games herausgegeben wurde. Die erste Auflage wurde von George MacDonald und Steve Peterson entworfen, wurde in weiteren Auflagen mehrfach von verschiedenen anderen Autoren überarbeitet. Es verfolgt innerhalb des Genres einen generischen Ansatz zu den Superkräften, die hier üblich sind (siehe unten).
Das ursprüngliche Champions ist der Vorläufer des sogenannten Hero System. Zunächst bildeten die Regeln von Champions das Grundgerüst für andere Rollenspiele der Firma Hero Games (u. a. Fantasy Hero, Star Hero etc.), die aber jeweils als eigene Rollenspiele mit vollständigen Regeln herausgebracht wurden. Wie auch Champions verfolgten diese ebenfalls einen Genre-internen generischen Ansatz, haben also im Wesentlichen keine eigene Weltbeschreibung.

## Geschichte
Die einzelnen Auflagen von Champions überarbeiten im Wesentlichen die Anzahl an Superkräften, die den Spielern zur Verfügung stehen, als auch deren Bewertung und Anpassungsmöglichkeiten (siehe unten).
- Erste bis dritte Auflage: 1981, 1982, 1984 (Hero Games) von George MacDonald, Steve Peterson
- Vierte Auflage: 1989 (Hero Games und I.C.E.) überarbeitet von Rob Bell
- Champions: New Millennium: 1997 (Hero Games und R. Talsorian Games/Cybergames.com) - Diese Variante benutzt die hierfür neu erstellten Regeln von Fuzion, die aber in vielen Punkten dem Hero System ähneln.
- Champions: Superpowered Roleplaying: 2002 (Hero Games) von Aaron Allston und ist effektiv das Superhelden-Genre-Buch zum universellen Hero System (fünfte Auflage).
- Champions: Online - Free for all: 2011 (Hero Games und Cryptic Studios) ist ein Massively Multiplayer Online Role-Playing Game (MMORPG).

## Regeln
Alle Eigenschaften von Figuren (Attribute, Fertigkeiten und Superkräfte) werden bei Champions mit einer Punktemenge (CP = Character Points) gekauft, von denen jeder Spieler die gleiche Menge erhält. Diese Menge kann mit Nachteilen, die für die Figur in Kauf genommen werden, erhöht werden, um mehr Punkte für Eigenschaften zur Verfügung zu haben. Die Erfolgsbestimmung verwendet 3W6, die dann einen Erfolg anzeigen, wenn sie addiert gleich oder niedriger als eine bestimmte Zahl ergeben (abhängig von Eigenschaft und Schwierigkeit). Die Effektbestimmung erfolgt auf verschiedene Weise, aber meistens mit einer eigenschaftsabhängigen Anzahl von W6, die zusammengezählt den Effekt ergeben (z. B. Schaden oder eine in einer Tabelle angegebene Effektbeschreibung).
Champions verfolgt, obwohl es speziell für das Superhelden Genre gemacht ist, einen generischen Ansatz in Bezug auf Superkräfte der Figuren:
Es werden lediglich generelle Effekte von Kräften beschrieben. Hinzu kommt eine Reihe von Vor- und Nachteilen, die auf den Effekt angewendet werden können. Zusätzlich ist die Beschreibung des Effektes den Spielern überlassen, insbesondere die Beschreibung der Energieform (falls zutreffend), die dabei auftritt. Die genauere Beschreibung, einschließlich der auftretenden Energieform wird als Spezialeffekt bezeichnet.
So gibt z. B. die Kraft Energiestoß einfach die Möglichkeit, auf Entfernung Schaden zu verursachen.
- Zusammen mit dem Vorteil betrifft einen Radius, dem Nachteil: keine Reichweite und dem Spezialeffekt: Schall kann dies ein ohrenbetäubender Schrei sein.
- Mit dem Nachteil: Fokus (die Kraft benötigt ein Objekt um angewendet werden zu können), und dem Spezialeffekt: Hitze kann es auch eine Laserpistole sein.

So ist dann auch ein Feuerstrahl im Prinzip das gleiche wie ein Kältestrahl und unterscheidet sich nur durch den Spezialeffekt.

## Auszeichnungen
- Origins Gamer’s Choice Awards (Best Other Category Role-Playing Game, 1990)
- Origins Awards (Hall of Fame, 1999)
- Pen & Paper (RPG Hall of Fame Runner-Up, 2002)
- Pen & Paper (RPG Hall of Fame, 2003)

## Comic
Eine Gruppe von Figuren des Champions Rollenspiels bildete 1986 die Basis für ein Comic, das von Eclipse Comics gedruckt und verlegt wurde. Der Titel des Comics war ebenfalls Champions, manchmal auch unter Tales of the Champions oder League of Champions zu finden. Teilweise waren im Comic Eigenschaftswerte für die auftauchenden Figuren enthalten, so dass sie im Rollenspiel verwendet werden konnten. Champions wird aktuell bei Heroic Publishing verlegt.